# Oberea morio
Oberea morio là một loài bọ cánh cứng trong họ Cerambycidae.